# Walter Montagu-Douglas-Scott (5. książę Buccleuch)
Walter Francis Montagu-Douglas-Scott, 5. książę Buccleuch i 7. książę Queensberry KG, KT (ur. 25 listopada 1806 w Dalkeith, zm. 16 kwietnia 1884 w Selkirk) – brytyjski arystokrata, syn Charlesa Montagu-Scotta, 4. księcia Buccleuch, i Harriet Katherine Townshend, córki 1. wicehrabiego Sydney. Kształcił się w Eton College i St John’s College w Cambridge.

## Życiorys
Sir Walter Scott zapisał, że książę wyrósł na szczodrego i postawnego młodego mężczyznę (...). Myślę, że będzie nadawał się do wypełniania swoich trudnych i ważnych obowiązków. Ma wspaniałe serce i wiele talentów (...). Ma świetne wyczucie sytuacji, co uchroni go przed niegodnym towarzystwem.
Po śmierci ojca w 1819 r. odziedziczył tytuły 5. księcia Buccleuch i 7. księcia Queensberry oraz jedną z największych w Szkocji fortun magnackich. Książę przez wiele lat udzielał się w polityce, wspierał konserwatywny rząd Roberta Peela. Sprawował urząd Lorda Tajnej Pieczęci w latach 1842–1846 i Lorda Przewodniczącego Rady w 1846 r. Popierał działania Peela w celu zniesienia ustaw zbożowych.
Książę utrzymywał bliskie stosunki z rodziną królewską. W 1822 r. w jego posiadłości w Dalkeith Palace gościł król Jerzy IV. Była to pierwsza wizyta króla z dynastii hanowerskiej w Szkocji. W 1842 r. księcia odwiedziła królowa Wiktoria. Król Jerzy IV był ponadto sponsorem ślubu księcia oraz chrzcin jego najstarszego syna. Książę uczestniczył również w koronacjach Wilhelma IV (1830) i Wiktorii (1837) jako Gold Stick, prywatny strażnik osoby królewskiej.
Książę, mimo bogactwa i wpływów był bardzo skromnym człowiekiem. Pisano o nim, że jego wysoka pozycja i ogromne posiadłości uczyniły go kimś w rodzaju „grand seigneur”, a mimo tego jego zwyczaje pozostały proste, a wyglądem przypominał bardziej Starszego Kirku niż księcia. Ubierał się zawsze w szary płaszcz, pasterskie spodnie i czapkę z dużym daszkiem. Jego maniery były opryskliwe, ale nikt nie miał bardziej dobrotliwego serca.
Kariera polityczna księcia dobiegła końca wraz z upadkiem Peela w 1846 r., związanym z podziałami w łonie konserwatystów po zniesieniu ustaw zbożowych. Książę usunął się do swych posiadłości. W 1877 r. został Kanclerzem Uniwersytetu Glasgow.

## Życie prywatne
13 sierpnia 1829 r. w Londynie poślubił lady Charlotte Anne Thynne (10 kwietnia 1811 – 18 marca 1895), córkę Thomasa Thynne’a, 2. markiza Bath, i Isabelli Elizabeth Byng, córki 4. wicehrabiego Torrington. Walter i Charlotte mieli razem czterech synów i trzy córki:
- William Henry Walter Montagu-Douglas-Scott (9 września 1831 – 5 listopada 1914), 6. książę Buccleuch i 8. książę Queensberry
- Henry John Douglas-Scott-Montagu (5 listopada 1832 – 4 listopada 1905), 1. baron Montagu of Beaulieu
- Walter Charles Montagu-Douglas-Scott (2 marca 1834 – 3 marca 1895), ożenił się z Anną Marią Hartopp. Miał dzieci
- Charles Thomas Montagu-Douglas-Scott (20 października 1839 – 21 sierpnia 1911), admirał, weteran wojny krymskiej i wojen opiumowych, kawaler Krzyża Wielkiego Orderu Łaźni. Ożenił się z Adą Mary Ryan, miał dzieci
- Victoria Montagu-Douglas-Scott (20 listopada 1844 – 19 czerwca 1938), żona Schomberga Henry’ego Kerra, 9. markiza Lothian i Bertrama Chetwyn-Talbot
- Margaret Montagu-Douglas-Scott (10 października 1846 – 5 lutego 1918), żona Donalda Camerona of Lochiel
- Mary Charlotte Montagu-Douglas-Scott (6 sierpnia 1851 – 13 grudnia 1908), żona Waltera Rodolpha Trefusisa, miała dzieci